# 1,2-Dioxin
| 1,2-Dioxin |                               |
| Az 1,2-dioxin szerkezeti képlete                                                                                |                               |
| \| \| \| |                               |
| Szabályos név                                                                                                   | 1,2-dioxin                    |
| Kémiai azonosítók                                                                                               |                               |
| CAS-szám | 289-87-2                      |
| PubChem | 15559065                      |
| ChemSpider | 10606250                      |
| SMILES | O1OC=CC=C1                    |
| InChI | 1/C4H4O2/c1-2-4-6-5-3-1/h1-4H |
| InChIKey | VCZQYTJRWNRPHF-UHFFFAOYSA-N   |
| UNII | R8H79L3J69                    |
| Kémiai és fizikai tulajdonságok                                                                                 |                               |
| Kémiai képlet                                                                                                   | C4H4O2                        |
| Moláris tömeg                                                                                                   | 84,07 g/mol                   |
| Ha másként nem jelöljük, az adatok az anyag standardállapotára (100 kPa) és 25 °C-os hőmérsékletre vonatkoznak. |                               |
| |                               |

Az 1,2-dioxin heterociklusos, antiaromás szerves vegyület, képlete C4H4O2. Az 1,4-dioxin (vagy p-dioxin) izomerje.
Peroxid jellege miatt rendkívül instabil vegyület, eddig még nem izolálták. Még helyettesített származékai, pl. az 1,4-difenil-2,3-benzodioxin is bomlékonyak. 1990-ben egy téves beszámoló jelent meg a 3,6-bisz(p-tolil)-1,2-dioxinról, mint az 1,2-dioxin első stabil származékáról. Később kimutatták, hogy az eredeti vegyület nem 1,2-dioxinszármazék volt, hanem egy termodinamikailag stabilabb dion.

Az 1,2-dioxin (balra) és az 1,4-dioxin (jobbra) izomerek
A csak átmenetileg létező 1,4-difenil-2,3-benzodioxin szerkezete
Dioxin (1) és dion forma (2)

## Fordítás
Ez a szócikk részben vagy egészben  a(z)   1,2-Dioxin című angol Wikipédia-szócikk ezen változatának fordításán alapul.  Az eredeti cikk szerkesztőit annak laptörténete sorolja fel. Ez a jelzés csupán a megfogalmazás eredetét és a szerzői jogokat jelzi, nem szolgál a cikkben szereplő információk forrásmegjelöléseként.